# 루크 페리
루크 페리(Luke Perry, 1966년 10월 11일 ~ 2019년 3월 4일)는 미국의 배우이다.

## 출연 작품
- 뱀파이어 해결사
- 비벌리힐즈의 아이들
- 제5원소 - 빌리 매스터슨 역
- 리버데일